# Миямото Мусаси (фильм, 1961)
«Миямото Мусаси» (яп. 宮本武藏, Miyamoto Musashi; в мировом прокате известен под названием «Дзэн и меч» англ. Zen and Sword), отсюда и исходит распространённое на российских торрент-трекерах название «Миямото Мусаси — 1: Дзэн и меч» — первый фильм пенталогии, основанной на жизни легендарного героя и святого, снятый в популярном в Японии жанре дзидайгэки кинорежиссёром Тому Утида в 1961 году (премьера в Японии — 27 мая того же года). На основе романа Эйдзи Ёсикавы «Мусаси» (печатавшийся первоначально частями в одной из японских газет в 1930 году). В главной роли популярный актёр Кинносукэ Накамура.

## Сюжет
XVII век. Главный герой фильма, Такедзо (позднее переименованный в Миямото Мусаси), ведёт образ жизни ожесточённого зверя, который живёт только для борьбы и войны. В начале фильма показано, как он ползает в грязи вокруг убитых в битве при Сэкигахаре солдат, чтобы найти молодого парня-земляка Матахаши, присоединившегося к нему, когда набирали рекрутов для военных действий. Найдя Матахаши, они вдвоём укрываются у вдовы по имени Око и её дочери Акеми, которые живут, мародёрствуя на полях сражений. Вдова соблазняет Матахаши и увлекает его вместе с ней уехать в другую провинцию и начать там новую жизнь.
Такедзо пытается вернуться в родную деревню, но она окружена солдатами, разыскивающими дезертиров с поля сражения, в том числе и его. Он всё же настойчиво пытается прорваться в деревню, чтобы передать новости о Матахаши, которого ждут бабушка и невеста по имени Оцу, а также проверить как живётся его сестре Огин. Однако, бабушка Матахаши в исчезновении своего внука винит Такедзо и когда он тайком ночью проберётся в её дом, она его сдаст солдатам. Такедзо удастся унести ноги, но он долгие дни будет вынужден жить изгоем, скрываясь в горах. Священник Такуан обещает представителю военных властей, что приведёт к ним Такедзо, но при условии, что его судьбу определит он сам. Выманивший из леса Такедзо, священник Такуан предлагает разъярённой толпе, требовавшей казни изгоя подвесить его на дереве живым, оставив умирать медленной смертью, что и делается под всеобщее одобрение жителей деревни.  Наблюдавшая за всем происходящим Оцу, искренне сочувствует Такедзо и однажды ночью перерезает верёвку и освобождает его. Они вместе бегут, но в пути разделившись, договариваются встретиться у моста Ханада.
Оцу придёт первой к мосту Ханада и поселится у пожилой семейной пары, проживающей рядом с мостом, будет помогать им по хозяйству и ждать Такедзо, которого полюбила всем сердцем. Такедзо же перехватит священник Тикуан и предложит ему сделать выбор — либо вести дальнейший образ жизни изгоем и беглецом, либо он пойдёт на обучение в монастырь, постигая науки… Такедзо соглашается.

## В ролях
- Кинносукэ Накамура — Такедзо (впоследствии — Миямото Мусаси)
- Акико Кадзами — Огин, сестра Такедзо
- Вакаба Ириэ — Оцу
- Исао Кимура — Матахаши
- Тиэко Нанива — Осуги
- Рэнтаро Микуни — священник Тикуан
- Кусуо Абе — Гороку
- Токубеи Ханадзава — Аоки
- Митиё Когурэ — Око
- Сатоми Ока — Акеми

## О серии с героем Миямото Мусаси режиссёра Тома Утиду
Серия из пяти фильмов, основанных на романе Эйдзи Ёсикавы «Мусаси» наиболее полно воссоздаёт образ легендарного героя, показывая более подробно историю жизни и прославивших его поединков, нежели это было сделано в других фильмах о Миямото Мусаси, которых было множество, как до, так и после пенталогии режиссёра Тому Утиды. Наиболее известная из серий фильмов о Мусаси на Западе, как и у нас в России — трилогия Хироси Инагаки (первый фильм которой «Самурай: Путь воина» был удостоен премии «Оскар» за лучший фильм на иностранном языке). Этот фильм, созданный на студии «Тохо» со звездой Тосиро Мифунэ в главной роли был популярным в международном прокате, однако в Японии наиболее популярной и, безусловно, самой верной адаптацией романа считается серия компании «Тоэй» в постановке Тому Утиды.

## Сиквелы
- 1962 — «Миямото Мусаси — 2: Дуэль у горы Хання» / Miyamoto Musashi: Hannyazaka no kettô
- 1963 — «Миямото Мусаси — 3: Овладение техникой двух мечей» / Miyamoto Musashi: Nitôryû kaigen
- 1964 — «Миямото Мусаси — 4: Дуэль у храма Итидзёдзи» / Miyamoto Musashi: Ichijôji no kettô
- 1965 — «Миямото Мусаси — 5: Дуэль на острове Ганрю» / Miyamoto Musashi: Ganryû-jima no kettô
- Серия Тому Утиды считается пенталогией (то есть 5 фильмов), однако режиссёр снял с тем же героем в 1971 году ещё один фильм «Мечи смерти» (Shinken shobu), который не принято считать шестой частью, а отдельным фильмом как бы примыкающим к сериалу и дополняющим его.

## Другие фильмы о Миямото Мусаси (избранно)
- 1929 — «Миямото Мусаси» / Miyamoto Musashi — первый, немой фильм с участием актёра Тиэдзо Катаока (считается утраченным, будет снято ещё шесть сиквелов к нему, последний из которых  в 1943 году)
- 1944 — «Миямото Мусаси» / Miyamoto Musashi — фильм выдающегося кинорежиссёра Кэндзи Мидзогути с Тёдзюро Каварасаки в роли главного героя.
- 1954 — «Миямото Мусаси» / Miyamoto Musashi — фильм режиссёра Ясуо Кохата с актёром Рэнтаро Микуни.
- 1954 — «Миямото Мусаси» / Miyamoto Musashi / в России более известен под названием «Самурай: Путь воина» — фильм режиссёра Хироси Инагаки с участием популярного актёра Тосиро Мифунэ (имеется два продолжения: «Самурай 2: Дуэль у храма», 1955 и «Самурай 3: Поединок на острове», 1956).
- 1984 — «Миямото Мусаси» / Miyamoto Musashi — ТВ сериал, шедший только один сезон, с Кодзи Якусё в главной роли.
- 2003 — «Мусаси» / Musashi — ТВ сериал, в роли Миямото Мусаси — Эбидзё Итикава.